# علی سینا ربانی
علی سینا ربانی (فارسی: علی سینا ربانی؛ زادهٔ ۱۶ ژانویهٔ ۱۹۹۳) یک بازیکن فوتبال اهل ایران است. 